# Awn Shawkat Al-Khasawneh
Awn Shawkat Al-Khasawneh (en árabe: عون الخصاونة) (nacido el 22 de febrero de 1950), fue primer ministro de Jordania desde octubre de 2011 hasta abril de 2012. Fue juez en la Corte Internacional de Justicia a partir de 2000, y fue reelegido para servir durante otro término de nueve años el 6 de noviembre de 2008.

## Carrera
Nacido en Amán, Al-Khasawneh recibió su educación universitaria en el Queens' College, de la Universidad de Cambridge, Inglaterra, donde obtuvo una licenciatura en Historia y Derecho, y una maestría en Derecho Internacional. Desde 1980 hasta 1990, ocupó altos cargos jurídicos en el Ministerio Jordano de Asuntos Exteriores. Desde 1991 hasta 1994, fue asesor jurídico de la delegación de Jordania en las negociaciones de paz entre Israel y Jordania.
En 1995, Al-Khasawneh fue asesor del rey de Jordania y Asesor del Estado de Derecho Internacional, con rango de ministro del gabinete. Fue nombrado Presidente de la Corte Real Hachemita desde 1996 hasta 1998. Al-Khasawneh también ha sido miembro de numerosos organismos de derecho internacional durante su carrera.
Comenzó a servir en la Corte Internacional de Justicia el 6 de febrero de 2000, y sirvió como vicepresidente de la Corte desde 2006 a 2009.
El 17 de octubre de 2011, fue nombrado por el rey Abdalá II como primer ministro de Jordania, en sustitución de Marouf al-Bakhit (que había sido acusado de corrupción). El periódico The Guardian informó que Khasawneh tiene una reputación como un político limpio y es un reconocido experto legal.

## Honores
Orden Istiqlal, de Primera Clase (1993), Orden Kawkab de Primera Clase (1996), Orden Nahda, de Primera Clase (1996) (Jordania). Legión de Honor, Gran Oficial (1997) (Francia).